# 谷町ジャンクション

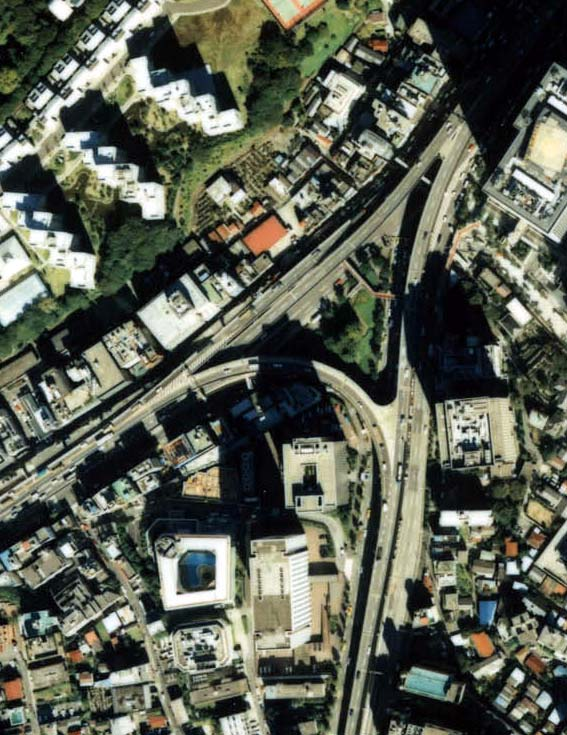
航空写真。

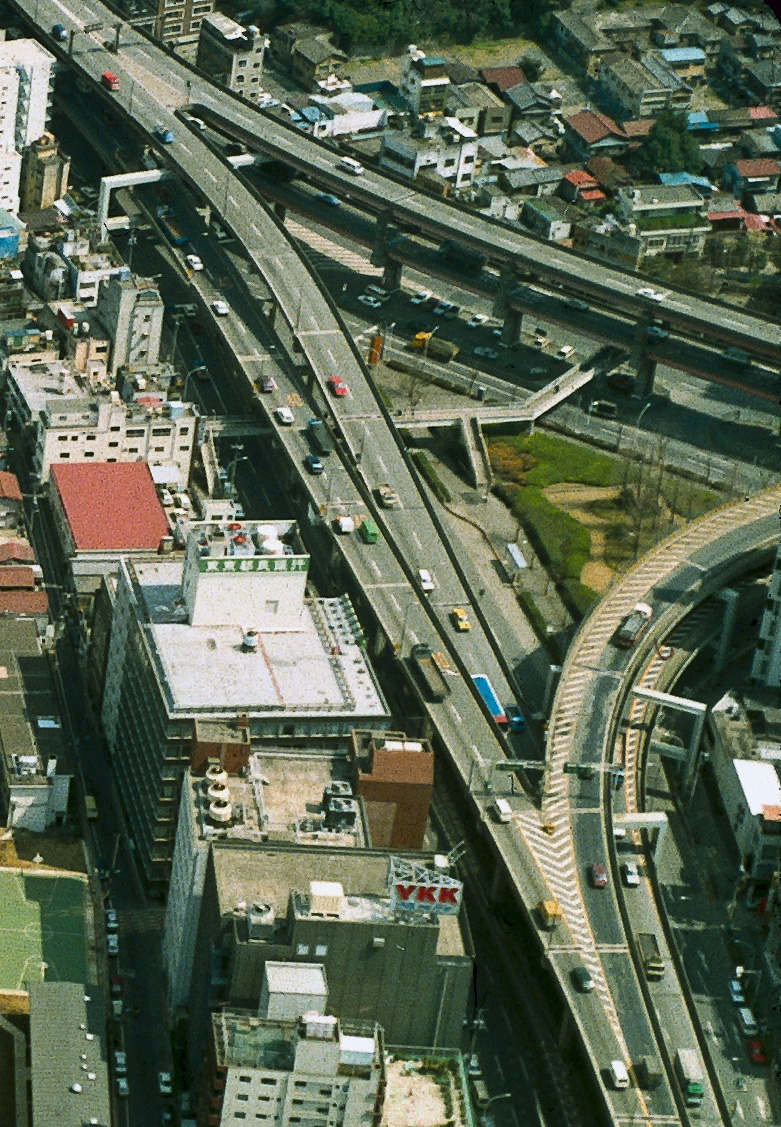
谷町ジャンクション（1983年）

谷町ジャンクション（たにまちジャンクション）は、東京都港区六本木にある首都高速道路都心環状線・3号渋谷線のジャンクションである。谷町の名は所在地の旧町域名である麻布谷町（あざぶたにまち）に由来する。

## 連絡している路線
首都高速道路
都心環状線⇔3号渋谷線

## 周辺
- 六本木一丁目駅
- テレビ朝日本社
- サントリーホール
- 駐日アメリカ合衆国大使館
- 泉ガーデンタワー
- ANAインターコンチネンタルホテル東京
- 六本木ティーキューブ
- テレビ東京本社

## 隣
首都高速都心環状線
(21)飯倉出入口 - 谷町JCT - (23,24)霞が関出入口
首都高速3号渋谷線
谷町JCT - (301)高樹町出入口

## ギャラリー

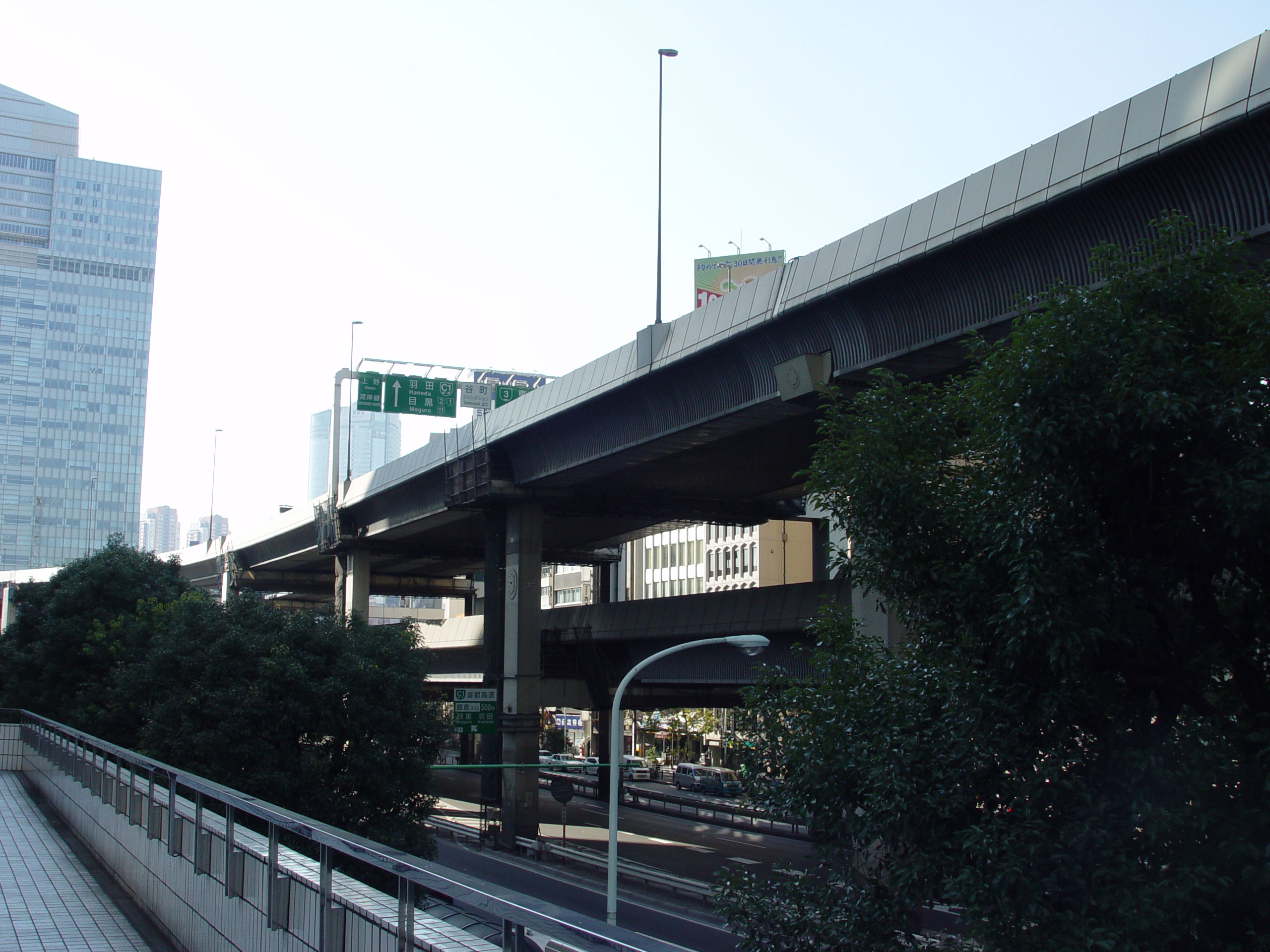
一般道から見た谷町ジャンクション
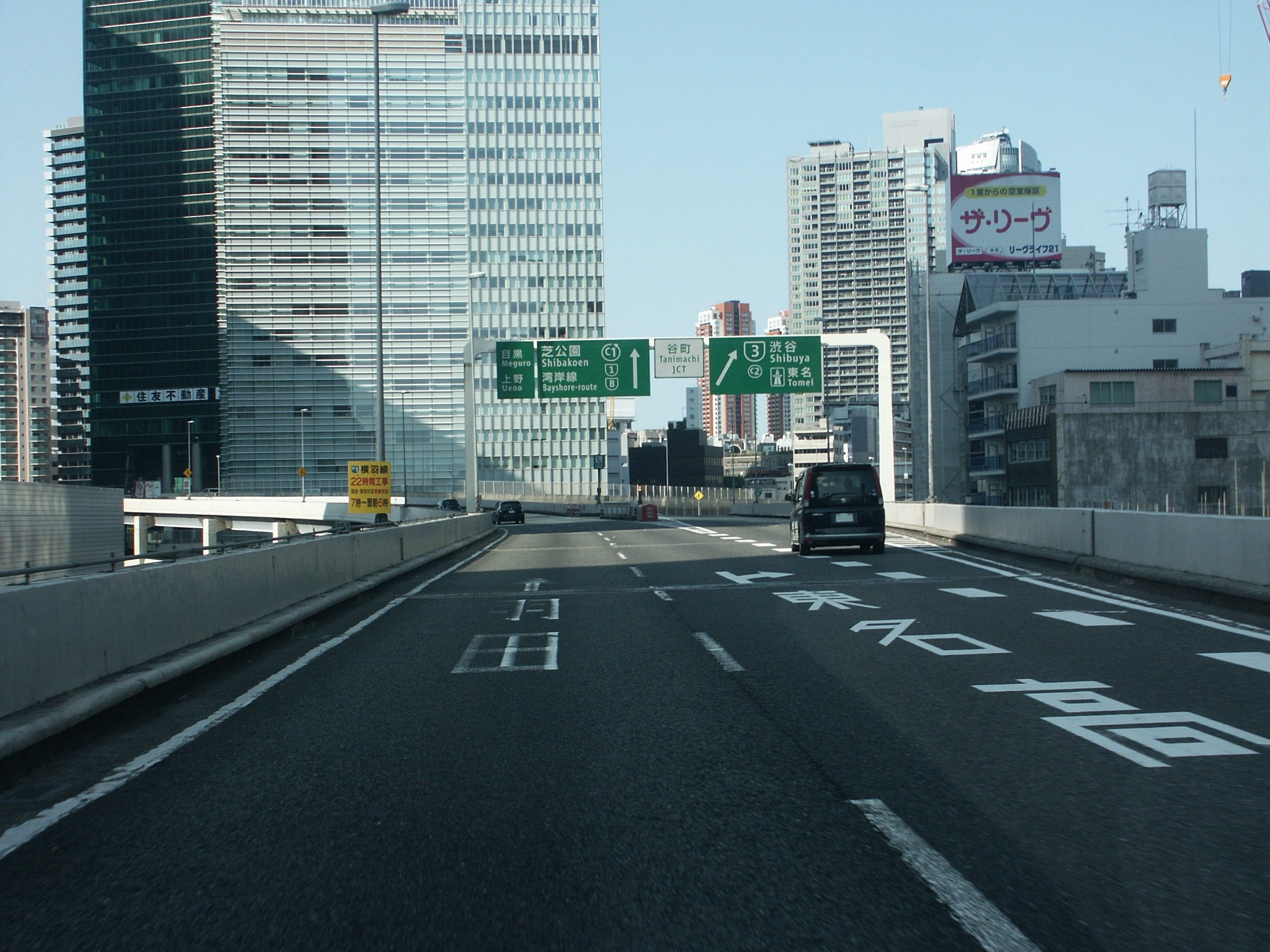
都心環状線内回り分岐付近
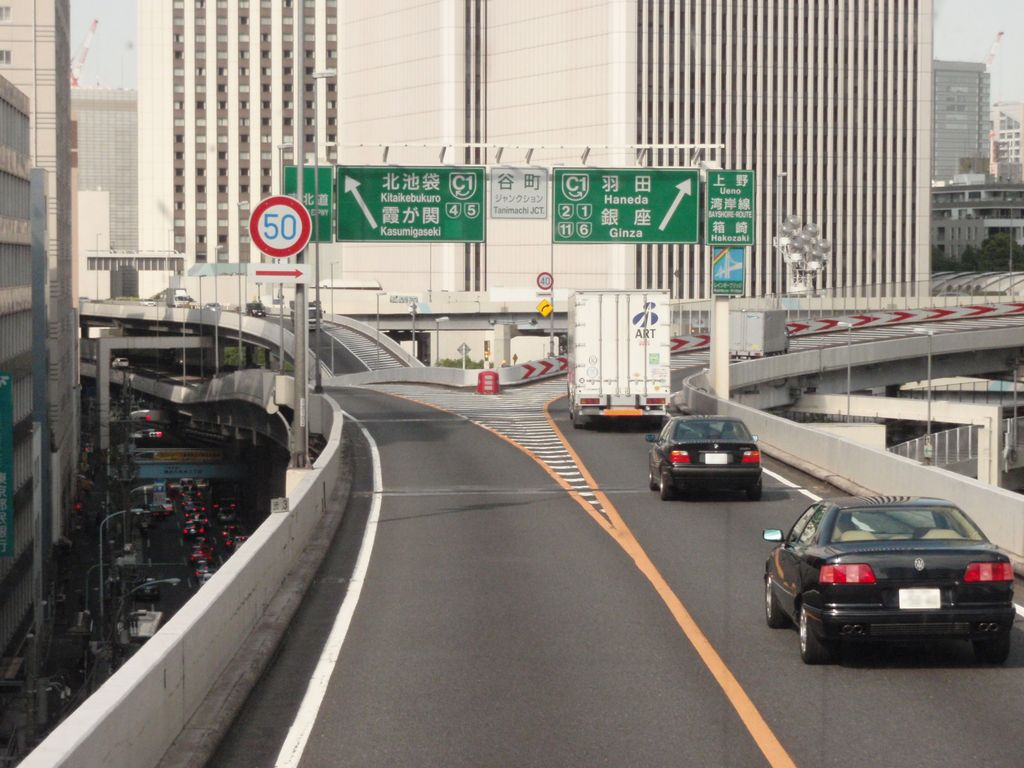
3号渋谷線分岐付近